# فرانسیس کالین
فرانسیس کالین (انگلیسی: Francis Collin؛ زادهٔ ۲۰ آوریل ۱۹۸۷) بازیکن فوتبال اهل بریتانیا است.
از باشگاه‌هایی که در آن بازی کرده‌است می‌توان به باشگاه فوتبال لیترهید، باشگاه فوتبال گیلینگام، باشگاه فوتبال تونبریج آنجلز، باشگاه فوتبال مایدستون یونایتد، و باشگاه فوتبال دوور اتلتیک اشاره کرد.